# Salitre Mágico
El Parque de diversiones de Salitre Mágico o simplemente Salitre Mágico es un parque de atracciones ubicado al lado del Parque Metropolitano Simón Bolívar de Bogotá, Colombia. Cuenta con 30 atracciones mecánicas y pertenece al consorcio mexicano Corporación Interamericana de Entretenimiento. Es vecino del inactivo parque acuático Cici Aquapark (tanto Salitre Mágico como Cici Aquapark conforman el parque el Salitre) y ubicado en el cruce de la avenida 68 con la calle 63; la razón de ser del parque de diversiones Salitre Mágico es ofrecer al público atracciones mecánicas que brinden grandes experiencias. Según la web oficial de Salitre Mágico, las atracciones son clasificadas así:
- De alto impacto: son aquellas atracciones que generan gran felicidad, sensación de miedo y vacío, ya que aumenta la adrenalina en el cuerpo. Son aptas para mayores de 14 años.
- Familiares: son aquellas atracciones que permiten vivir una experiencia familiar sin poner la vida en riesgo. Son aptas para todo el público.
- Infantiles: son aquellas atracciones destinadas únicamente para ser usadas por niños de hasta máximo 12 años de edad, por consiguiente, no es permitido que ningún adulto haga su uso.

Desde 2021, el parque Salitre Mágico acoge la celebración del Festival del Terror, que se organiza cada fin de semana desde septiembre hasta inicios de noviembre, en homenaje a las festividades de octubre, y acoge a personas mayores de 14 años. Aparte de eso, desde el 17 de septiembre hasta el 22 de noviembre (después del festival de terror) el parque contará con su primer evento de horario extendido (de 7:30 a 3:00 a. m.), para recibir eventos por primera vez después de la pandemia,  con la finalidad de brindarles una experiencia de terror mediante la visita de diversas casas (Freaky Clowns, Horror House, Hostel Hotel Massacre, Castillo del Terror, Tierra Carnívora, Killer Bear, Horror Factory, entre otras).

## Historia

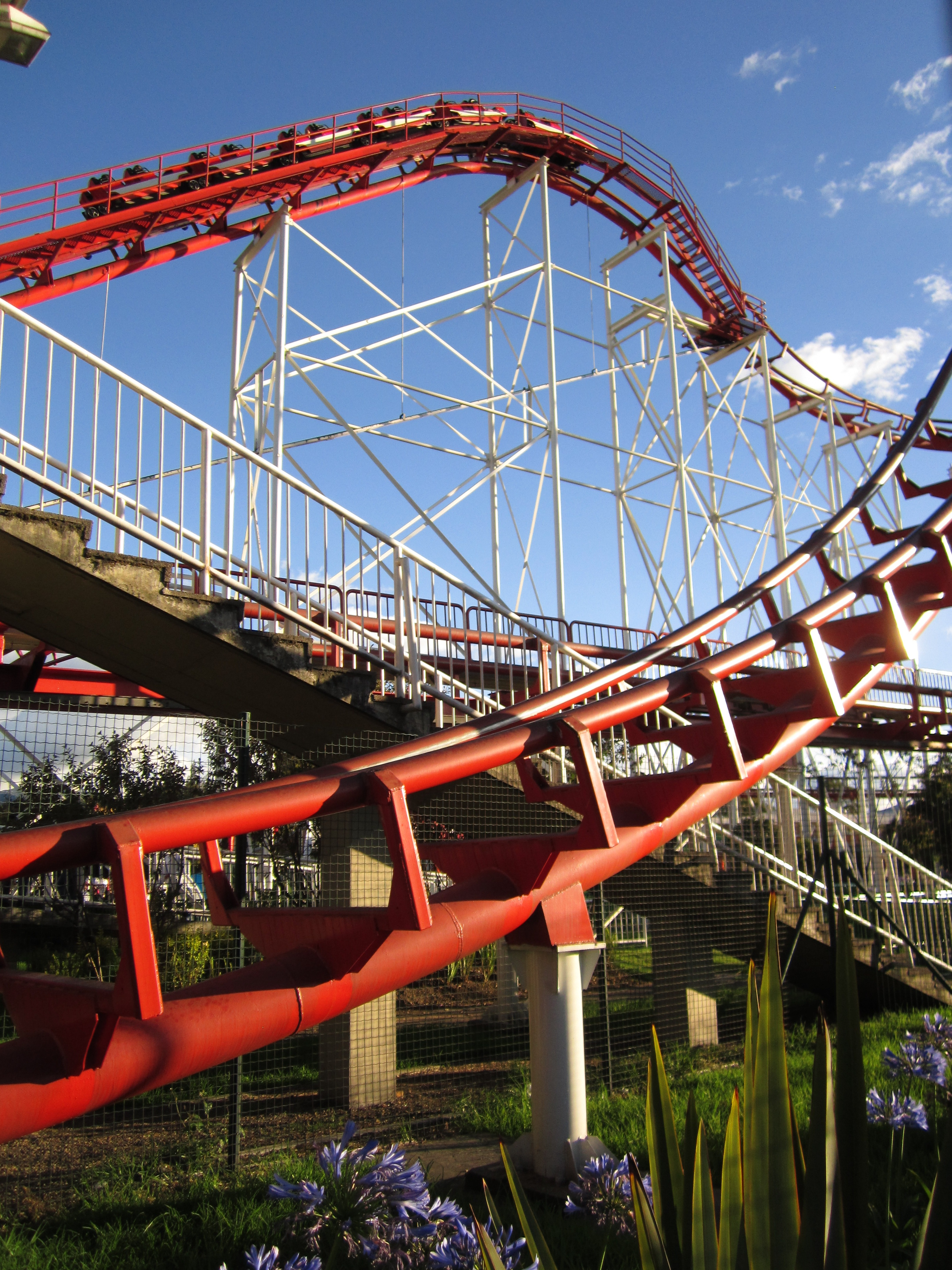
Montaña rusa.

Fue inaugurado en 1973 como Parque El Salitre. Fue considerado entonces entre los más modernos de América Latina. Era un parque público, su entrada era libre, y permitía realizar actividades deportivas. 
Fue cerrado en 1999 para ser remodelado. En diciembre del mismo año se reinauguró con el nombre de Salitre Mágico, para ingresar se requiere adquirir las entradas, el parque ofrece 29 juegos eléctricos desplegados por todo el parque, como la montaña rusa Sacacorchos y la rueda panorámica Millenium.
El 18 de septiembre de 2022, el parqueadero del parque de diversiones fue sede del Future Nostalgia Tour de Dua Lipa con la asistencia aproximada de 26.000 espectadores. El espectáculo fue aceptado por el público, pero con muchas críticas a los organizadores por la logística.
En el mes de agosto de 2023 fue inaugurada la nueva montaña rusa denominada Drakko, que soporta velocidades de 100 kilómetros por hora y es catalogada como la más alta y rápida de Latinoamérica.

## Atracciones
Dentro de la amplia variedad de atracciones se encuentran atractivos infantiles   

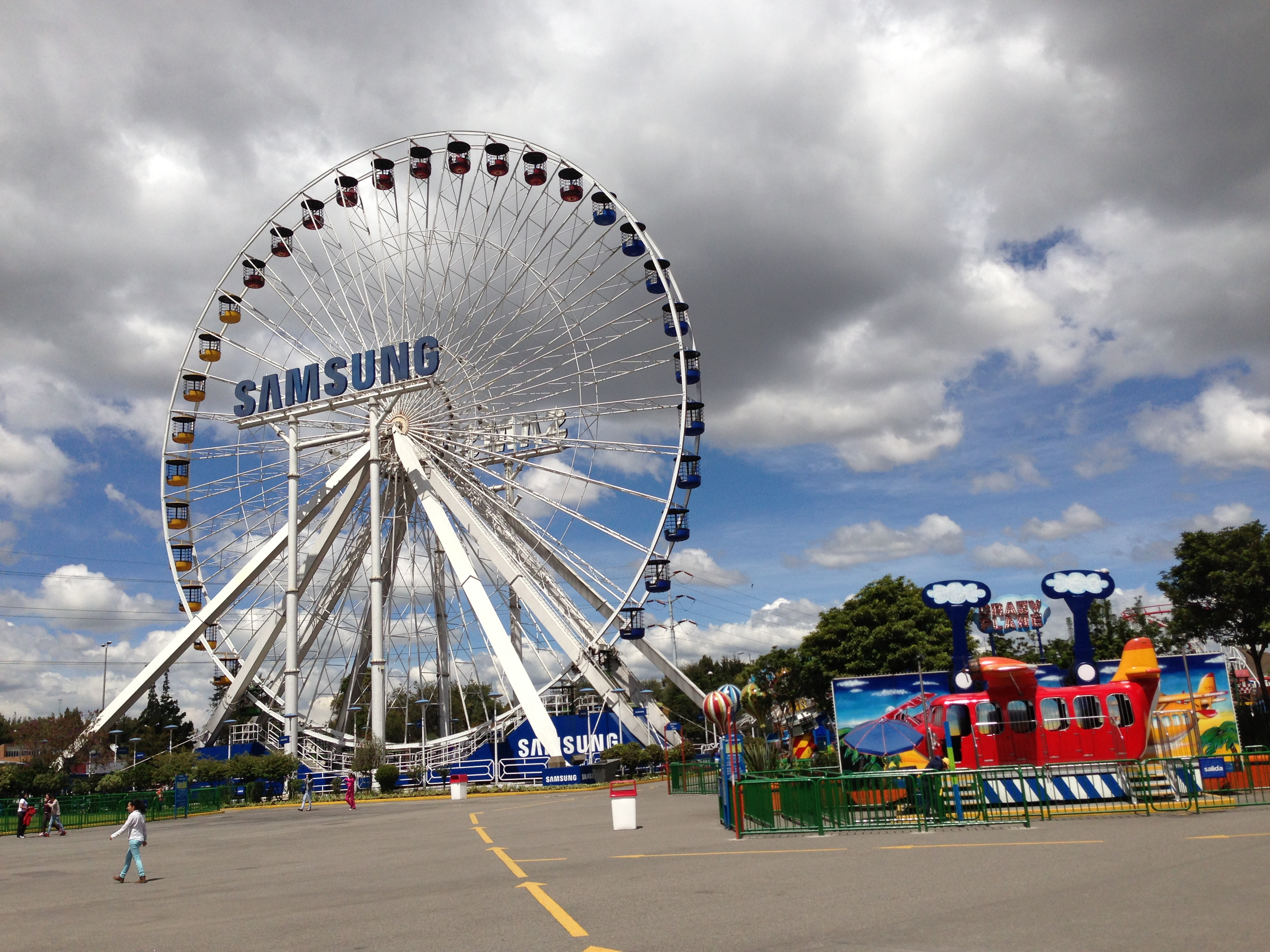
Rueda Millenium.

| BAJO IMPACTO (INFANTIL) | MEDIO IMPACTO (FAMILIAR)                                                                                        | ALTO IMPACTO (ADULTO) |
| --- | --- | --- |
| - Mini Jet David - Marine Bay - Trencito - Miniautos - Gusano Loco - Samba Ballon - Sillas Voladoras - Laberinto Infantil - Carrusel - Convoy - Baby Zone - Mini Rueda - Crazy Plane - Jumping Star - Speed Way | - Avión Avianca (Boeing 727-200) - Simulador - Palacio de Cristal - Monstruos Marinos - Rueda Millenium Samsung | - montaña rusa "DRAKKO" (Más alta de Latinoamérica) - montaña rusa "sacacorchos" (caídas libres de 15 m de altura y un recorrido de 500 m) - rueda panorámica Millenium (40 canastillas para cuatro personas cada una) - Doble LooP - Apocalipsis - Musik Center - Barco Pirata - Centrox - Montaña Rusa (Mambo Coaster) - Castillo del Terror - Pista de Karts - Carros Chocones - Super shot - Splash |